# Oktay Sinanoğlu
 (décembre 2011).
Si vous disposez d'ouvrages ou d'articles de référence ou si vous connaissez des sites web de qualité traitant du thème abordé ici, merci de compléter l'article en donnant les références utiles à sa vérifiabilité et en les liant à la section « Notes et références ».
Oktay Sinanoğlu (né le 25 février 1935 à Bari en Italie et mort le 19 avril 2015 à Miami) est un chimiste théoricien et biologiste moléculaire turc. Il a été le plus jeune professeur que l'université Yale ait connu au XXe siècle.

## Biographie
Oktay Sinanoğlu a vécu pendant 12 ans à Bari où son père, Selçuk Turbil, était consul général. Mais, quand la Seconde Guerre mondiale a commencé, ils sont retournés à İstanbul. En 1953 il a étudié au lycée de Yenişehir à Ankara. Il a terminé cette école avec succès et a obtenu une bourse pour étudier la chimie aux États-Unis. Il est diplômé de l'université de Californie à Berkeley. Il a continué sa formation au Massachusetts Institute of Technology pendant 8 mois.
En 1959, il a poursuivi des recherches au centre de l'énergie atomique aux États-Unis et il a exposé ses inventions de chimie et physique quantique à l'université Harvard et à l'université Yale. En 1962, il est devenu professeur titulaire. En 1964, il a obtenu une chaire de biologie moléculaire à l'université Yale.
En 1993, il a pris sa retraite et est retourné en Turquie où il a commencé à travailler à l'université technique du Moyen-Orient d'Istanbul. Il a écrit beaucoup de livres sur la langue turque. Selon lui, la langue de l'enseignement doit être la langue maternelle.

## Recherche
- La Théorie des électrons d'atomes et molécules (1961)
- Théorie Solvophobic (1964)
- Théorie des réseaux (1974)
- Micro-thermodynamiques (1981)
- La théorie de valency interaction formula (1983)

## Prix et distinctions
- Membre de l'Académie américaine des arts et des sciences.
- Lauréat en 1962 du prix d'Alfred Sloan.
- Lauréat en 1966 du prix de sciences de TÜBİTAK.
- Lauréat en 1973 du prix des sciences de l'Alexander von Humboldt.
- Lauréat en 1977 du prix de Sedat Simavi.
- Lauréat en 1992 du prix d'ère de l'information.
- Lauréat en 2002 du prix de sciences de Uğur Mumcu.
- Docteur honoris causa de Odtü.
- Le professeur de République de Turquie (en 1975).
- Lauréat en 1975 du prix de scientifique international au Japon.
- Lauréat du prix Elena Moshinsky au Mexique

### De Oktay Sinanoğlu
- Batı’nın Batışı ve Dünyada Yeni Ufuklar
- 2050’ye 5 Kala
- İlerisi İçin
- Yeni Bilim Ufukları 1
- Yeni Bilim Ufukları 2
- Yeni Bilim Ufukları 3
- Ne Yapmalı / Yeniden Diriliş ve Kurtuluş İçin
- Hedef Türkiye
- Açıklamalı Fizik Kimya Matematik Ana Terimleri Sözlüğü
- Büyük Uyanış
- Bye Bye Türkçe

#### Ouvrages universitaires
- Modern Quantum Chemistry : Istanbul Lectures (Academic Press, 1965)
- Sigma Molecular Orbital Theory (Yale Press, 1970)
- Three Approaches to Electron Correlation in Atoms and Molecules (avec K. Brueckner, Yale Press, 1971)
- New Directions in Atomic Physics (avec E. Condon, Yale Press, 1971)

### Sur Oktay Sinanoğlu
- Oktay Sinanoğlu, Türk Aynştaynı
- Oktay Sinanoğlu, Bir Türk Dehası